# سوزان باريزي
سوزان باريزي (بالإنجليزية: Susan Parisi)‏ (31 أكتوبر 1958، فانكوفر في كندا)؛ روائية أسترالية.